# Il feudatario
Il feudatario  un'opera teatrale in tre atti in prosa di Carlo Goldoni: scritta e rappresentata per il Carnevale del 1752, debuttò con la Compagnia Medebach al Teatro Sant'Angelo di Venezia. La commedia, in cui l'autore mise in scena per la prima volta della gente di campagna, ebbe molto successo di pubblico, non solo in Italia, ma anche in Austria e in Germania.

## Trama
La protesta dei tre deputati di Montefosco (nella realtà Sanguinetto nel veronese) contro le pretese del nuovo marchese Florindo, feudatario del luogo. 

## Poetica
Scrisse l'autore nella prefazione per l'edizione a stampa: Sarebbe un far torto agli abitatori della campagna il non crederli degni di comparir sulla scena, come se non avessero anch'essi il loro ridicolo particolare. Formano anch'essi una parte della Società umana, ed è quella tal parte, alla quale abbiamo grandissima obbligazione, e che è forse la più necessaria, e la meno fastidiosa di tante altre. [...] Spero che queste buone genti di villa mi sapran buon grado di averle associate nel mio Teatro, e spero altresì che il ridicolo de' ranghi superiori soffrirà in pace di starsi accanto al ridicolo di questo rango inferiore.